# Нестерович, Николай Дмитриевич
Никола́й Дми́триевич Нестеро́вич (1903—1984) — советский белорусский учёный в области ботаники, академик Академии наук Белорусской ССР.

## Биография
Николай Нестерович родился 25 июля 1903 года в деревне Енцы (ныне — Кормянский район Гомельской области Белоруссии). В 1931 году он окончил Белорусский лесотехнический институт, после чего остался в нём работать, был в нём заведующим учебно-опытным лесничеством, затем ассистентом. С 1937 года Нестерович работал в Центральном ботаническом саду Академии наук Белорусской ССР.
В 1941 году ушёл в армию, участвовал в боях Великой Отечественной войны. После её окончания был демобилизован.
С 1946 года Нестерович работал заведующим отделом, заместителем по научной работе директора Института биологии Академии наук Белорусской ССР. В 1955 году он защитил докторскую диссертацию, в 1956 году был утверждён в должности профессора и избран академиком Академии наук Белорусской ССР, став академиком-секретарём Отделения биологических наук этой академии и одновременно заведующим отделом Института экспериментальной ботаники. С 1969 года Нестерович занимал должность вице-президента Академии наук Белорусской ССР, с 1973 года — научного консультанта, с 1975 года — заведующего отделом Института экспериментальной ботаники Академии наук Белорусской ССР.
Являлся автором более чем 200 научных работ в области лесного и зелёного строительства, изучения роста и развития древесных растений, провёл уникальные исследования по изучению семян и плодов ряда древесных растений. В 1967 году Нестеровичу было присвоено звание заслуженного деятеля науки Белорусской ССР, а в 1976 году была присуждена Государственная премия Белорусской ССР.
Умер 27 декабря 1984 года, похоронен на Восточном кладбище Минска.
Был также награждён двумя орденами Ленина, орденами Октябрьской Революции, Трудового Красного Знамени, Отечественной войны 1-й и 2-й степеней, Красной Звезды, «Знак Почета» и рядом медалей.